# Figurine de bétail en argile d'El Amra
Pour les articles homonymes, voir El Amra.

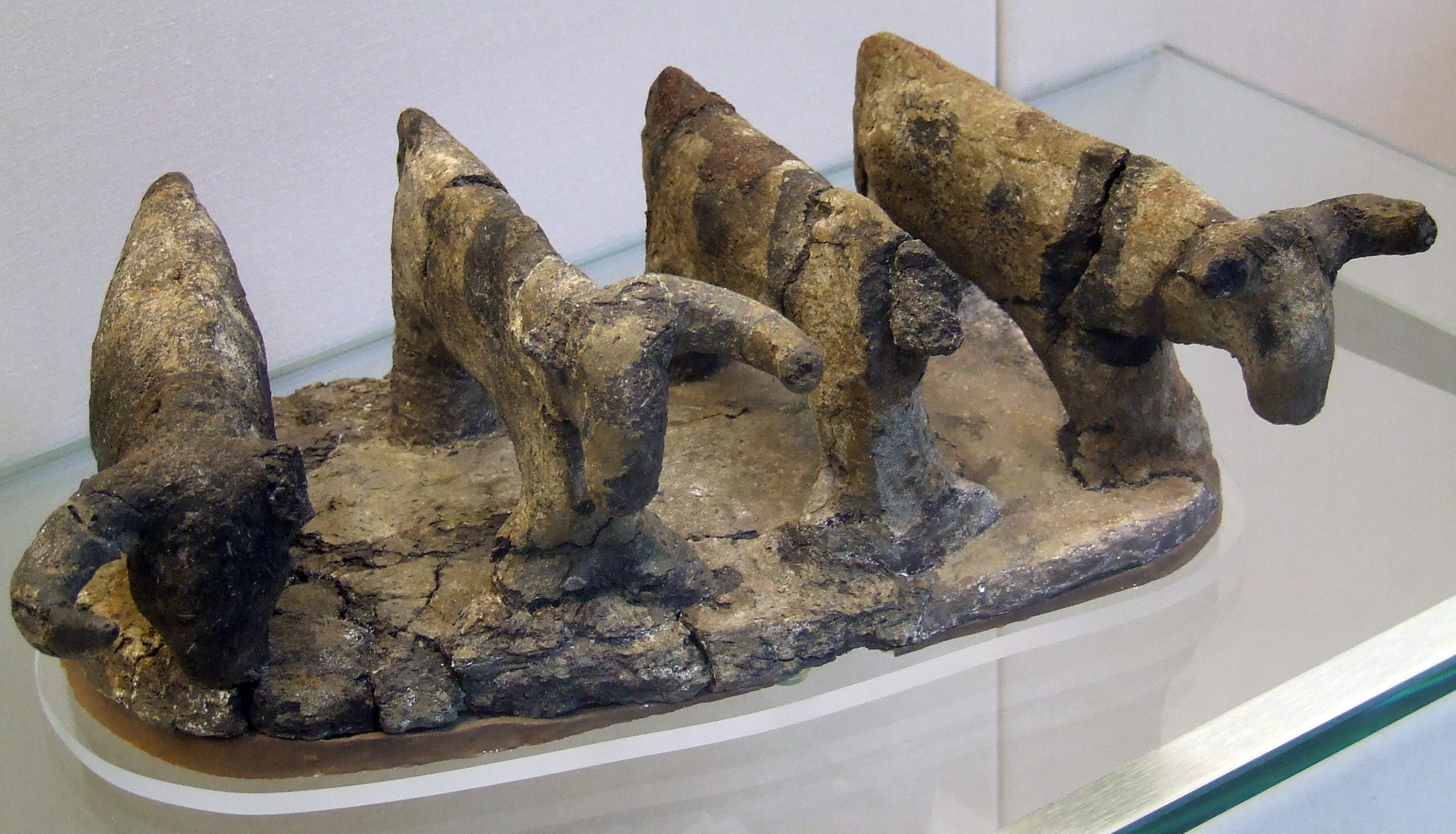
Figurine de bétail en argile d'El-Amra.

La figurine de bétail en argile d'El-Amra est une petite sculpture en céramique datant de la période prédynastique égyptienne, période Nagada I de l'Égypte antique, soit environ 3 500 ans avant notre ère. C'est l'un des objets trouvés dans les tombes d'El-Amra en Égypte, et qui est maintenant au British Museum à Londres. Cette figurine fait (au maximum) 8,2 cm de haut, 24,2 cm de long et 15,3 cm de large. Cette maquette fut fabriquée en glaise, puis cuite à basse température avant d'être peinte, bien que la peinture soit presque effacée. 
La figurine d'El Amra représente quatre animaux se tenant en rang, décorés de bandes noires et blanches, avec des cornes courbées vers le bas. La tête de l'une des vaches est manquante comme diverses parties des cornes. Le bétail est supposé représenter une source d'aliments disponibles pour la vie après la mort. À ce stade très précoce de la domestication, le bétail égyptien était probablement utilisé principalement comme une source de sang plutôt que comme fourniture de viande ou de production laitière[réf. nécessaire]. Des traces de tissus persistent sur le modèle suggérant qu'il était placé dans la tombe sous des vêtements, ou complètement enveloppé dedans.
La maquette fut donnée au British Museum par la Fondation pour l'exploration de l'Égypte en 1901 et fut conservée jusqu’en 1993 avant d'être exposée dans la galerie nouvellement réinstallée de l'Égypte ancienne (pièce 64).
En 2010 la maquette est le 8e objet de l'émission radiophonique Une histoire du monde en cent objets du directeur du British Museum Neil MacGregor, diffusée sur BBC Radio 4.